# 李桂云
李桂云（1910年—1988年10月14日），原名李宜芳，女，河北宁晋人，中国河北梆子表演艺术家，中国戏剧家协会理事。